# Cricotopus angarensis
Cricotopus angarensis är en tvåvingeart som beskrevs av Linevich 1953. Cricotopus angarensis ingår i släktet Cricotopus och familjen fjädermyggor. Inga underarter finns listade i Catalogue of Life.